# Takargo
Takargo – Transporte de Mercadorias, S. A., más conocida como Takargo, es una operadora ferroviaria portuguesa, especializada en el transporte de mercancías, que opera tanto en Portugal como en España.

## Historia
Takargo nace a finales del año 2006, como filial de Mota-Engil, para expandirse en el sector ferroviario tras el proceso de liberalización del mercado europeo. 
En el año 2009 comienza a operar servicios en España, en conjunto con COMSA Rail Transport, creando una joint venture denominada Ibercargo.
En 2012 solicitó formalmente ante la Agencia Estatal de Seguridad Ferroviaria la licencia para poder operar en España, de forma independiente a la alianza Ibercargo.
En 2022 se anunció su adquisición por parte de SNCF a través de Rail Logistics Europe para incorporarla a la red de Captrain.

## Flota

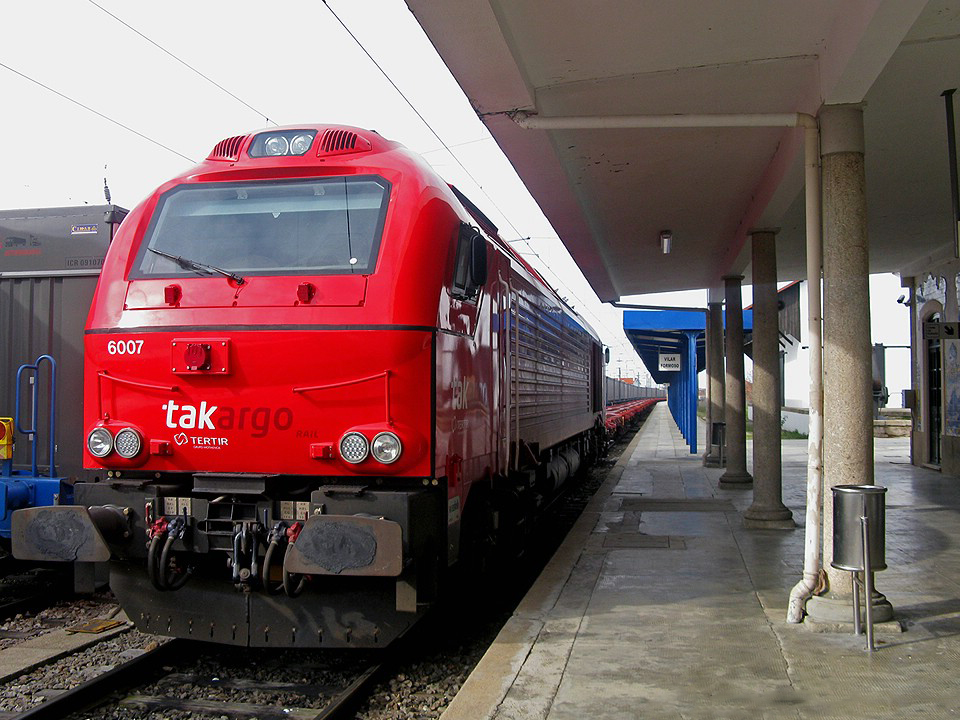
Locomotora 6007 de Takargo en la estación fronteriza de Vilar Formoso

Posee 7 locomotoras Euro 4000 de nueva construcción matriculadas como serie 6000, así como otras dos locomotoras de la serie 1400 adquiridas a CP.

## Servicios
Principalmente opera trenes de mercancías internacionales, gracias a la alianza internacional  Ibercargo creada con Captrain (anteriormente COMSA Rail Transport), consistentes fundamentalmente en tráficos de papel entre Zaragoza y Alfarelos o Entroncamento, así como trenes de madera desde diversos puntos de Galicia, como Ferrol, Coruña, Meirama o Lugo, siendo el destino principal la papelera Soporcel situada en las inmediaciones de Figueira da Foz. Desde 2018 se viene realizando un nuevo tráfico regular de bobinas de acero desde la factoría de ArcelorMittal de Avilés (Trasona) hasta Penalva. En el pasado, ha realizado otros tráficos como el de automóviles de Renault entre las factorías de Valladolid y Palencia, con Vale da Rosa (Setúbal).
Además, opera rutas de trenes de contenedores en Portugal que conectan terminales intermodales con algunos de los puertos principales del país luso, como el de Leixões, además de otros tráficos menos regulares de distintos sectores (automoción, arena...).